# Ashiko (redskap)

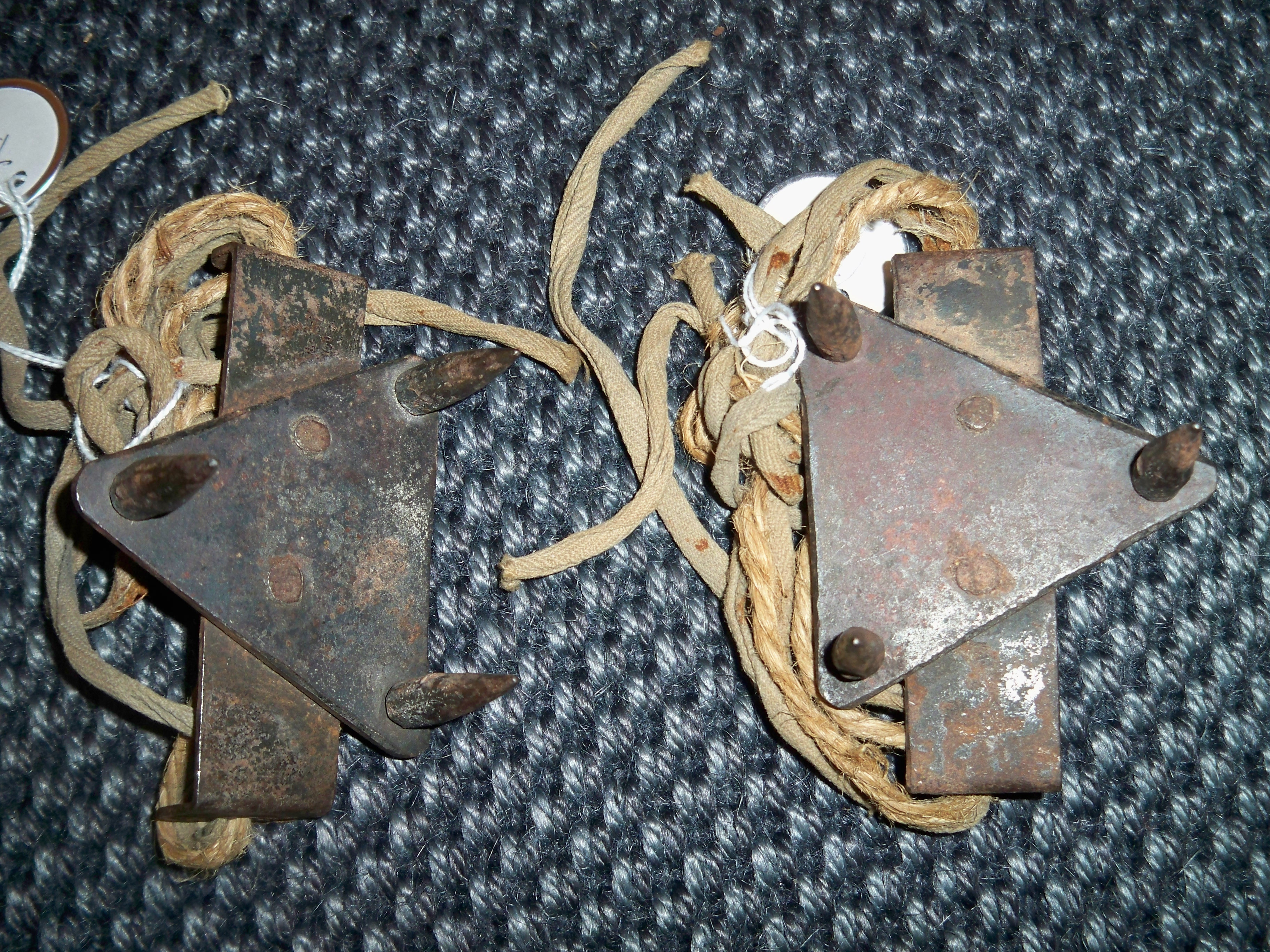
Ashiko

Ashiko är ett redskap med japanskt ursprung. Redskapet är utformat som en fotbeklädnad försedd med taggar för att underlätta klättrandet i träd. Utformningen har stora likheter med broddar.